# Carl Mayr-Graetz

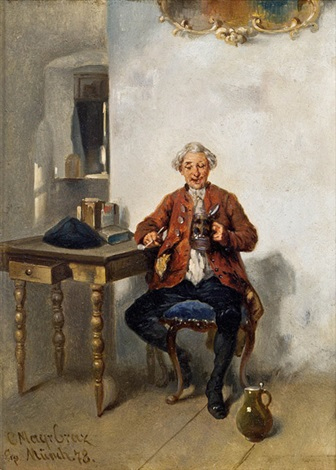
Ein guter Tropfen, 1878

Carl Mayr-Graetz, eigentlich Carl Mayr, auch Carl Mayr-Graz, (* 9. Mai 1850 in Radkersburg, Steiermark; † 24. August 1929 in Murnau am Staffelsee) war ein österreichischer Genremaler, der in Bayern tätig war.
Geboren als Sohn des Statthaltereirates Carl Mayr (1816–1889) absolvierte er die Realschule in Graz. Er begann sein Studium bei Johann Nepomuk Passini in Graz, setzte sein Studium an der Akademie der bildenden Künste Nürnberg bei August von Kreling und Karl Raupp fort. Vom 12. Mai 1871 bis 1878 studierte er an der Königlichen Akademie der Künste in München bei Wilhelm von Diez. Nach dem Studium blieb Mayr-Graetz in München, nach 1900 zog er sich nach Murnau am Staffelsee zurück. Carl Mayr-Graetz war mit Wilhelm Leibl befreundet.